# Strawn-Pass
Der Strawn-Pass ist ein Gebirgspass im westantarktischen Marie-Byrd-Land. Auf der Südseite der McDonald Heights verbindet er die Kopfenden des Kirkpatrick-Gletschers und des Johnson-Gletschers.
Der United States Geological Survey kartierte ihn anhand eigener Vermessungen und Luftaufnahmen der United States Navy aus den Jahren von 1958 bis 1969. Das Advisory Committee on Antarctic Names benannte ihn im Jahr 1974 nach dem Glaziologen Lawrence W. Strawn, der von 1967 bis 1968 auf der Byrd-Station tätig war.